# Замок Монеллан
Замок Монеллан (англ. Monellan Castle) — один із замків Ірландія, розташований в графстві Донегол, біля селища Кіллігордон. Замок являє собою укріплений особняк, побудований в XVIII столітті родиною Де Лап (Делап) — родиною британського військового, що придбав ці землі після багатьох років служби за морями і за кордоном Британської імперії. Родина Делап мала маєтки також в Бекінгемширі (Англія).
У 1930 році замок і землі навколо нього перейшов у власність Земельної комісії Ірландії, яка передавала землю у власність місцевим селянам — в той час це було частиною політики вільної держави Ірландія. Потім замок Монеллан був знесений за дозволом уряду Ірландії.